# Spannring (Verschluss)
Der Spannring ist ein Verschluss, der zum Verschließen von Fässern dient.
Dabei werden die Fassdeckel mittels eines aus Metall oder Kunststoff gefertigten Rings am Fass umschlossen. Zudem lassen sich mit Spannringen auch Rohrverbindungen herstellen.
Der Spannring-Verschluss wird bei der industriellen Fertigung meist aus Spaltband (SPB) gefertigt und an einer Biegemaschine profiliert, gebogen und geschnitten. Anschließend erfolgt eine manuelle Nachbearbeitung der Schnittkanten. Der Hebel-Verschluss wird meist im Punktschweißverfahren angefügt.